# Lambertuskerk (Raamsdonk)
De Lambertuskerk is de hervormde kerk van Raamsdonk. Ze ligt aan de rand van het dorp, in tegenstelling tot de dorpskom zelf noordelijk van de A59.

## Geschiedenis
Vanouds was het patronaatsrecht van de Lambertuskerk in handen van de bisschop van Luik en het was een van de meest vooruitgeschoven bezittingen van dit bisdom. De keuze van de patroonheilige wijst op de verbinding met Luik. Reeds omstreeks 1150 moet er een kerk hebben gestaan, waarvan echter nimmer sporen zijn teruggevonden, afgezien de voet van de natuurstenen doopvont. Omstreeks 1275 werd op dezelfde plaats een zaalkerk gebouwd waarvan muurresten zijn aangetroffen en die in 1350 van een toren werd voorzien. Na de verwoesting van deze kerk door de Sint-Elisabethsvloed van 1421 bleef de toren gehandhaafd. Aangezien het dorp enkele honderden meters naar het zuiden werd geplaatst, kwam de kerk nu buiten het dorp te liggen. Een nieuw koor en transept werd omstreeks 1450 gebouwd, en in 1502 werd ook het schip vernieuwd en ontstond de huidige situatie.
In 1609 werd de kerk protestants. Ze diende overigens ook wereldse doelen: een bout in de kerkmuur gaf aan hoe hoog de dijken moesten worden opgeworpen. In 1716 brandde, door het swaer onweder van donder en blixem, de toren tot aan het metselwerk af. In 1717 was de herbouw vrijwel voltooid, maar in hetzelfde jaar was er een met storm gepaard gaande overstroming, waardoor de in aanbouw zijnde spits en het dak van de kerk werden weggeslagen. In 1778 woedde er opnieuw een brand en in 1878 was er opnieuw blikseminslag en viel de brandende spits in het middenschip. De kerk brandde geheel uit en enkel de muren bleven staan. Hoewel men aanvankelijk de kerk wilde afbreken en een geheel nieuw gebouw wilde neerzetten, koos men toch voor herstel van het bestaande gebouw.
In 1798 eisten de katholieken hun kerk terug. De kerk bleef echter in handen van de protestanten, die als tegenprestatie de katholieken een schadeloosstelling moesten betalen.
Omstreeks 1930 werd de toren gerestaureerd. Toen is de later gebouwde vijfde geleding gesloopt en er werd een tentdak als spits aangebracht. Ook in 1955 en 2004 vonden restauraties plaats. In 1953 werden de vanouds tegen de kerk aan gebouwde stallen gesloopt en in 1955 werden de in de 19e eeuw aangebrachte topgevels van het transept gewijzigd. Door de aanleg van de Maasroute werd de kerk geheel geïsoleerd van het dorp.

## Gebouw
De vroeggotische toren uit 1350 heeft vier geledingen, een tentdak, spitsbogige spaarvelden en een boogfries. Ze wordt door een vierkant traptorentje geflankeerd. Koor en transept stammen uit 1450 en het driebeukige, pseudobasilicaal schip uit 1502. Door de vele branden is het gebouw aanzienlijk gewijzigd en werd ook het interieur vernietigd. Toch is er nog een koperen lezenaar en doopbekkenhouder uit de 18e eeuw. Ook de ingangsomlijstingen zijn 18e-eeuws.
In 1852 werd er een orgel gebouwd door C.F.A. Naber wat in 1872 is verbrand. Het huidige neogotische orgel stamt uit 1881 en werd gebouwd door de firma Van Dam & Zn. te Leeuwarden.